# Théorème de Lusin
En mathématiques, le théorème de Lusin ou Luzin est, pour l'analyse réelle, une autre forme du second principe de Littlewood, « toute fonction est presque continue ». Il a été énoncé en 1903 par Lebesgue, établi en 1905 par Vitali, et redécouvert en 1912 par Nikolai Lusin.
Il énonce que toute fonction mesurable possède une restriction à une grande partie de son domaine de définition qui est continue.

## Énoncé
Pour un intervalle [a, b], soit f : [a, b] → ℂ une fonction mesurable. Alors pour tout ε > 0, il existe un compact E ⊂ [a, b] tel que la restriction à E de f est continue (pour la topologie induite sur E) et la mesure de Lebesgue du complémentaire de E est inférieure à ε.

## Exemple
Sur le segment [0, 1], la fonction indicatrice des rationnels est mesurable mais discontinue en tout point. Cependant, pour tout ε > 0, en choisissant une énumération (rn) des rationnels de ce segment et en prenant le complémentaire (dans [0, 1]) de la réunion des intervalles ]rn – 2–2–nε, rn + 2–2–nε[, on obtient un compact E dont le complémentaire est de mesure inférieure à ε et la restriction de la fonction à E est constamment nulle donc continue.

## Démonstration
Puisque les fonctions continues sont denses dans L1([a, b]), il existe une suite (gn) de fonctions continues telle que gn → f dans L1. De cette suite, on peut extraire une sous-suite (gnk) telle que gnk → f presque partout. En utilisant le théorème d'Egoroff, on a gnk → f uniformément sauf sur un ensemble de mesure aussi faible que voulue. Comme l'ensemble des fonctions continues est fermé par convergence uniforme, cela termine la démonstration.